# Nelson Boyd
Nelson Boyd (6. února 1928, Camden, New Jersey, USA – říjen 1985) je americký jazzový kontrabasista. 
V polovině čtyřicátých let hrál v různých lokálních orchestrech ve Filadelfii. V roce 1947 se usadil v New Yorku. V roce 1956 odehrál turné s trumpetistou Dizzym Gillespiem. Během své kariéry spolupracoval s mnoha dalšími hudebníky, mezi něž patří například Milt Jackson, Miles Davis, Charles McPherson, Sonny Stitt a Max Roach.